# Cavally
Cavally és una regió del sud-oest de Costa d'Ivori, situada a la frontera amb Libèria, a l'oest país del que és separat pel riu Cavally. Té una superfície de 11.376. El 2014 tenia una població estimada del voltant de 550.000 persones. La seva capital és la ciutat de Guiglo. Fins al 2010, any en què hi va haver la reestructuració de les divisions internes de Costa d'Ivori, la regió havia format part de la regió de Cavally Mitjà.

## Geografia i situació geogràfica
La regió de Cavally està situada a l'oest de Costa d'Ivori, a la frontera amb Libèria, estat amb el que comparteix uns 150 km de frontera i amb el que està dividit pel riu Cavally. Està situada a 273 km de Yamoussoukro i a 528 km d'Abidjan. A banda de amb Libèria, fa frontera amb les regions de Tonkpi al nord, amb les regions de Guémon i de Nawa a l'est i amb la regió de San Pedro al sud.

## Departaments i municipis
Els departaments de Cavally són Blolequin, Taï, Toulepleu i Guiglo. Les quatre capitals dels quatre departaments són els únics municipis que hi ha a la regió. L'últim és la seva capital.

## Demografia
El 1998 tenia 310.956 habitants i el 2014 en tenia uns 550.000.

## Economia
L'agricultura és el sector econòmic principal de la regió, que també té silvicultura, transformació del cautxú, ramaderia (bovina, ovina, caprina, porcina i avícola) i pesca i piscicultura i mineria d'or i diamants.

### Agricultura
El cacau, l'hevea, el cafè, l'oli de palma i la cola acuminata són els principals productes agraris destinats a la venda i a l'exportació. A més a més també tenen cultius destinats a l'autoconsum: arròs, blat de moro, mandioca, bananes, nyam, taro, patates i productes hortícoles com aubergínia, pebrot, pastanaga, ocra i enciam.

## Turisme
- Parc Nacional de Taï
- Festivals de màscares, boscos i rius sagrats, cadenes muntanyoses, etc.

## Cultura
Les activitats culturals tradicionals més destacades són els festivitats de màscares, les danses tradicionals i cerimònies i festes tradicionals.